# الیزابت وینترهالتر
الیزابت هرمینه وینترهالتر (انگلیسی: Elisabeth Winterhalter; ۱۷ دسامبر ۱۸۵۶ در مونیخ – ۱۳ فوریهٔ ۱۹۵۲ در هوفهایم آم تانوس) پزشک زنان، جراح، فمینیست و حامی هنرهای آلمانی بود. او یکی از اولین پزشکان زن و اولین جراح زن در آلمان محسوب می‌شد. نقاش مطرح، اوتلی رودرشتاین، همراه دیرینه او بود.

## زندگی‌نامه
الیزابت سیزدهمین و آخرین فرزند گئورگ و الیزابت وینترهالتر (با نام خانوادگی اصلی فون گار) بود. پدرش که پزشک بود (همچون پدربزرگ و نیای او) زمانی که او تنها یازده سال داشت درگذشت. از کودکی آرزوی پزشک شدن داشت، اما خانواده از این هدف حمایت نکرد. پس از تحصیل در مدرسه شبانه‌روزی صومعه بویربورگ، به مدرسه تربیت معلم فرستاده شد و به عنوان معلم کمکی در شوابینگ مشغول به کار شد.
در سال ۱۸۸۴، مادرش سرانجام موافقت کرد که از تحصیلات پزشکی او حمایت کند. در آن زمان زنان اجازه تحصیل در دانشگاه‌های امپراتوری آلمان را نداشتند، بنابراین او در دانشگاه زوریخ و دانشگاه برن درخواست داد. در سال ۱۸۸۵ در امتحان ماتورای سوئیس پذیرفته شد و وارد دانشگاه زوریخ شد. در همان تابستان از طریق آشنایان دانشگاهی با اوتلی رودرشتاین، نقاش پرتره که در پاریس زندگی می‌کرد و تابستان‌ها را با خانواده‌اش در زوریخ می‌گذراند، آشنا شد. تا سال ۱۸۸۷ آنها به معشوق یکدیگر تبدیل شده بودند.
او در سال ۱۸۸۶ آزمون فیزیکوم (آزمون میانی) و در سال ۱۸۸۹ آزمون دولتی (اشتاتس‌اکزامن) را گذراند. پس از آن دوره‌های کارآموزی را در کلینیک‌های جراحی پاریس و مونیخ گذراند. او ماساژ زنان و زایمان را در استکهلم از فیزیوتراپی به نام توره براند آموخت. در سال ۱۸۹۰ مدرک دکترای خود را دریافت کرد و در زوریخ به طبابت پرداخت.

## حرفه پزشکی
سال بعد او و رودرشتاین به فرانکفورت آم ماین نقل مکان کردند، جربی که فرصت‌های شغلی بهتری برای رودرشتاین وجود داشت. وینترهالتر نیز توانست اولین درمانگاه تخصصی زنان را در سازمان صلیب سرخ آلمان (DRK-Schwesternschaft) تأسیس کند. اگرچه نتوانست مجوز پزشکی آلمان را دریافت کند، اما به عنوان متخصص زنان و مامایی شهرت یافت و در سال ۱۸۹۵ به عنوان اولین جراح زن در آلمان عمل لاپاراتومی انجام داد.
او به همراه لودویگ ادینگر تحت نظر پروفسور کارل وایگرت تحقیقاتی انجام داد که منجر به کشف سلول‌های گانگلیون تخمدان شد و در سال ۱۸۹۶ مقاله مهمی در این زمینه منتشر کرد. در سال ۱۹۰۲، زنان در آلمان حق تحصیل در پزشکی را به دست آوردند؛ بنابراین در سن چهل و هفت سالگی، او دوباره در آزمون‌های فیزیکوم و اشتاتس‌اکزامن شرکت کرد و در سال ۱۹۰۳ موفق به دریافت مجوز طبابت در آلمان شد.
در سال ۱۹۰۷، او و رودرشتاین زمینی در نزدیکی هوفهایم آم تانوس خریداری کردند. تا سال ۱۹۰۹ ویلاای در آنجا ساختند. وینترهالتر تا سال ۱۹۱۱ به طبابت ادامه داد تا اینکه به دلایل سلامتی مجبور به استعفا شد. از آن پس تمام وقت خود را به حمایت از حرفه همسرش، مدیریت امور مالی خانه و باغبانی اختصاص داد. او همچنین در تأسیس کتابخانه شهری مشارکت داشت و در چندین فعالیت خیریه شرکت می‌کرد. به پاس این فعالیت‌ها، او و رودرشتاین شهروند افتخاری هوفهایم شدند.
در دوران صعود نازی‌ها، اگرچه به‌طور عمده مورد آزار قرار نگرفتند، اما به تدریج از اجتماع کناره گرفتند. رودرشتاین در سال ۱۹۳۷ درگذشت و وینترهالتر بنیاد مشترک رودرشتاین-وینترهالتر را تأسیس کرد.
در نود و پنجمین سالگرد تولدش، توسط رئیس‌جمهور تئودور هویس به پاس کار پیشگامانه‌اش در باز کردن حرفه پزشکی به روی زنان مورد تقدیر قرار گرفت. او دو ماه بعد درگذشت و در کنار رودرشتاین در یک «قبر افتخاری» به خاک سپرده شد. امروز خیابانی در منطقه نیدراورسل فرانکفورت به نام او نامگذاری شده است.